# Täufermuseum Niedersulz

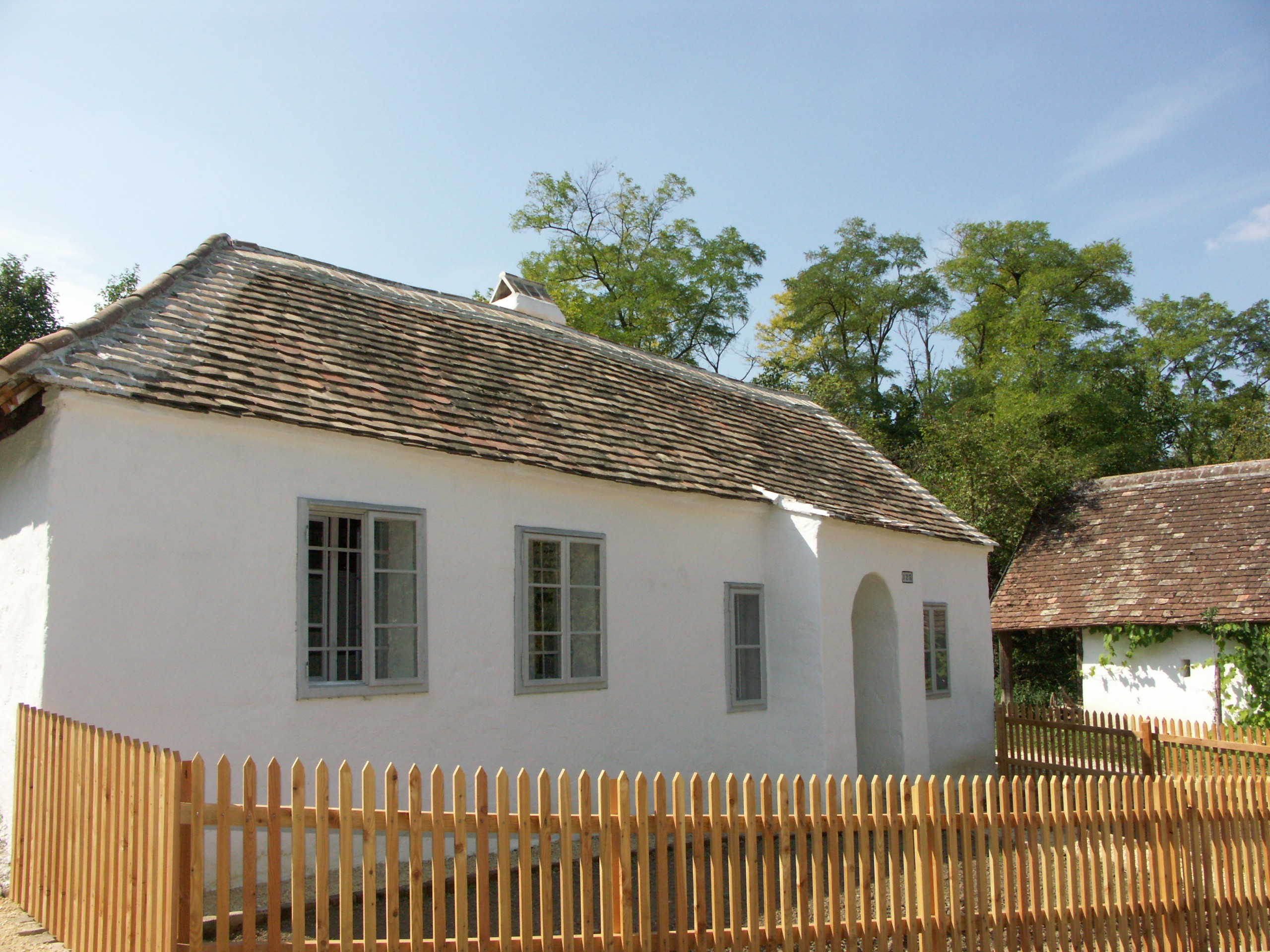
Das Kleinhäuslerhaus aus Wilfersdorf nach seiner Übertragung ins Museumsdorf Niedersulz. Jetzt beherbergt es das erste Museum zur Geschichte der Täufer in Österreich.

Das Täufermuseum Niedersulz wurde 2008 im Museumsdorf Niedersulz eröffnet. Es ist das erste Museum Österreichs mit einer ständigen Ausstellung über die Geschichte der Hutterer und Täufer mit den Schwerpunkten Weinviertel und Südmähren.

## Geschichte des Kleinhäuslerhauses
Das Kleinhäuslerhaus taucht erstmals 1600 und dann wieder 1774 im Dienstbuch der Herrschaft Wilfersdorf als „Zuleuthstübl“ auf. Von 1750 bis 1819 ist es im Grundbuch als „Kleinhäusl“, als Wohnhaus mit Zimmer und Kammer, mit Stallung, Garten und geteilter Hutweide eingetragen. 2007 wurde es von Josef Hienerth gekauft, der die Übertragung ins Museumsdorf anregte. Das Kleinhäuslerhaus hatte einen für seine Funktion typischen Standort am Rande des Dorfes. Wegen der Lage an einem Hang in der Kellergasse waren Teile der Stallungen und Vorratsräume in den Berg gegraben. Trotz der beengten Platzverhältnisse ist die im Weinviertel typische L-Form erkennbar: ein Zwerchhof, mit dem quer gestellten Wohntrakt, an den ein kurzer Längstrakt mit den Stallungen anschließt. Bei der Übertragung des Hauses wurde auf diese Besonderheiten eingegangen.
Diese Räume beherbergen nun die erste ständige Ausstellung über die Geschichte der Hutterer, einer reformatorischen Religionsbewegung, die sich um 1528 in den Liechtensteinischen Besitzungen in Südmähren und dem angrenzenden Weinviertel ansiedelte.

## Die Hutterer und das Weinviertel

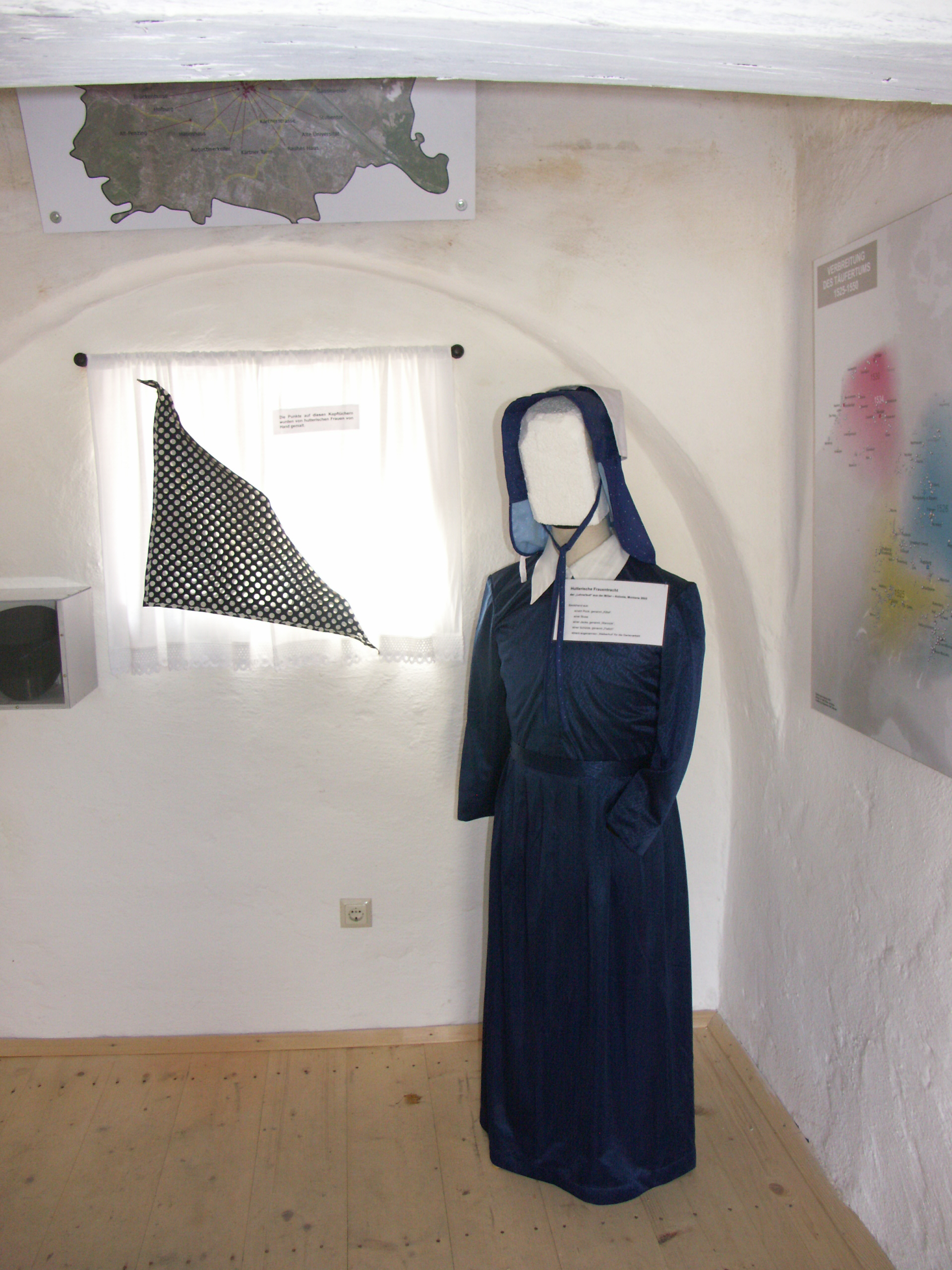
Im Täufermuseum ist die klassische Frauentracht zu sehen, die von den Frauen der Hutterer bis heute getragen wird.

Die Bewegung der Hutterer geht auf den Tiroler Jakob Hutter zurück, der in der Tradition von Balthasar Hubmaier eine religiöse Erneuerung anstrebte. Die Anhänger sollten sich frei entscheiden und das mit einer neuerlichen Taufe bekräftigen, daher der Name Täufer. Grundsätze waren Pazifismus, Gütergemeinschaft und Trennung von Kirche und Staat. Ihre Verweigerung eines Treueeids machte sie vielen Herrschern verdächtig und führte zu Verfolgungen. Zuflucht fanden die Hutterer in den protestantischen Gebieten Mährens, vor allem um Nikolsburg. Dort lebten die Glaubensbrüder in Bruderhöfen mit bis zu 500 Bewohnern. In Mähren lebten rund 25.000 Hutterer. Durch ihre ernsthafte Arbeit entwickelten sich die Hutterer zu ausgezeichneten Handwerkern. Die besondere Art der Habaner-Keramik, weiße Zinnglasur verziert mit kräftigen Farbornamenten, galt in bürgerlichen Haushalten als Feiertagskeramik und wird im mährischen Raum bis heute gepflegt.
Schließlich konnten auch die protestantischen Adeligen den Hutterern nicht mehr ausreichend Schutz gewähren. Die habsburgischen Landesherren verlangten die Auslieferung aus den mährischen Gebieten und als 1622 Franz von Dietrichstein Kardinal in Nikolsburg wurde, setzte auch hier Verfolgung ein. Eine Gedichtsammlung, die Falkensteiner Lieder, berichten von einer derartigen Verfolgung und Flucht. Sie werden bis heute in Kanada gesungen.
Nach der Schlacht am Weißen Berg wurden die Hutterer ausgewiesen und siedelten sich in der heutigen Slowakei an. Diese Ansiedlungen sind teilweise im Habaner Hof erhalten. Nach Wanderbewegungen bis nach Russland zogen die Hutterer in die neue Welt. Ihre Nachfahren, rund 50.000 Menschen, leben heute auf Bruderhöfen in Kanada und den USA. Sie pflegen bis heute ihre ursprüngliche Sprache, die dem Kärntner Dialekt ähnlich klingt.

## Entstehung des Täufermuseums
Das Täufermuseum wurde in Zusammenarbeit des Museumsdorfes Niedersulz mit dem Hutterischen Geschichtsverein gegründet und unter der wissenschaftlichen Leitung der Historikerin und Täuferforscherin Astrid von Schlachta eingerichtet. Am 5. Oktober 2008 wurde das Museum eröffnet.
Das Museum dokumentiert die Geschichte der Täufer und zeichnet ihre Spuren im Weinviertel und dem angrenzenden Südmähren nach. Es zeigt Beispiele für die handwerklich hohe Qualität der Täufer und stellt Habaner-Keramiken aus.
Installationen dokumentieren die Verfolgung der Hutterer. In Auszügen wird das Falkensteiner Lied präsentiert, das bis heute gesungen wird. Audioinstallationen geben Beispiele für das aktuelle hutterische Deutsch.
2017 wurde hinter dem Museumsgebäude ein „Hutterer-Gemüsegarten“ angelegt, der typische, von den Täufern im Weinviertel und in Südmähren kultivierte Nutzpflanzen zeigt.

## Bibliografie
- Reinhold Eichinger, Josef F. Enzenberger: Täufer, Hutterer und Habaner in Österreich: Täufermuseum Niedersulz, VTR Nürnberg 2011, ISBN 978-3-941750-27-2 (Museumsführer)
- Reinhold Eichinger, Josef F. Enzenberger: Anabaptists, Hutterites and Habans in Austria: Anabaptist Museum Niedersulz, VTR Nürnberg 2012, ISBN 978-3-941750-28-9 (museum guide)